# Cathédrale Martin Luther de Daugavpils
La cathédrale Martin Luther de Daugavpils (anciennement Dünaburg, puis Dvinsk) en Lettonie, est une église luthérienne, dédiée à Martin Luther. Elle se situe dans le quartier de Jaunbūve à la Colline des Églises (Baznīckalns), en diagonale de l'église de l'Immaculée-Conception.

## Histoire
L'église a été construite par Wilhelm Neumann (1849-1919) en 1892-1893 en style néo-gothique de briques pour la communauté luthérienne germano-balte. Elle se trouve sur la colline des églises, où se côtoient quatre églises de confessions différentes: l'église luthérienne, l'église catholique de l'Immaculée-Conception, la cathédrale orthodoxe Saint-Boris-et-Saint-Gleb et l'église des Vieux-Croyants.
La flèche de l'église a brûlé pendant les combats de 1941 et la tour a été reconstruite peu après. La population germano-balte ayant été expulsée, l'église est transformée dans les années 1950 en entrepôt et un second étage est construit par la suite pour abriter un club de boxe. Un incendie détruit la toiture le 29 décembre 1987.
L'église est rendue au culte luthérien en décembre 1991 et la municipalité aide à sa restauration. La flèche de 52 mètres de hauteur est reconstruite au début des années 1990 et le clocher retrouve de nouvelles cloches. L'église est entourée de grilles en 2000, avec de nouvelles illuminations. Cette église sert de siège depuis 2007 au diocèse de Daugavpils qui comprend quarante-six paroisses évangéliques-luthériennes.

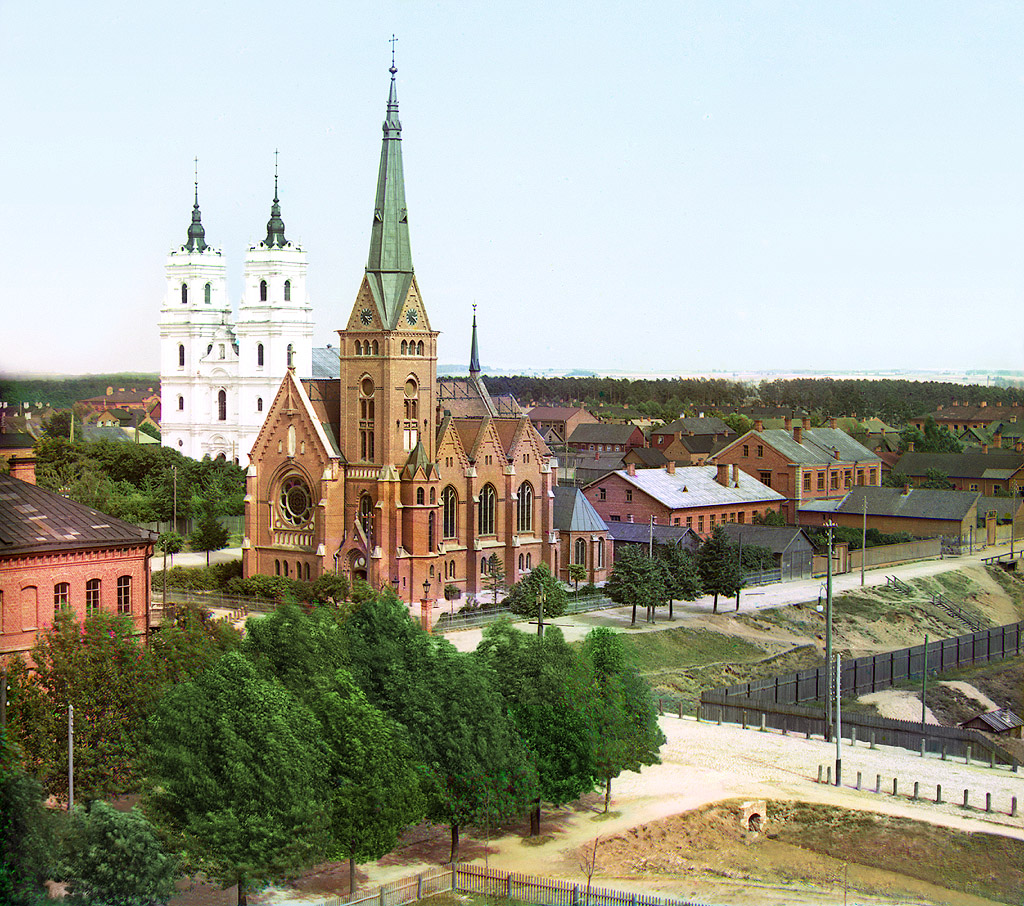
Vue de Dvinsk en 1912 avec l'église luthérienne en premier plan et l'église catholique derrière.